# Wild Mouse (Pleasure Beach, Blackpool)
Pour l’article homonyme, voir Wild Mouse.
Wild Mouse est un ancien parcours de montagnes russes en bois de type Wild Mouse du parc Pleasure Beach, Blackpool, situé à Blackpool, dans le Lancashire, au Royaume-Uni.

## Circuit

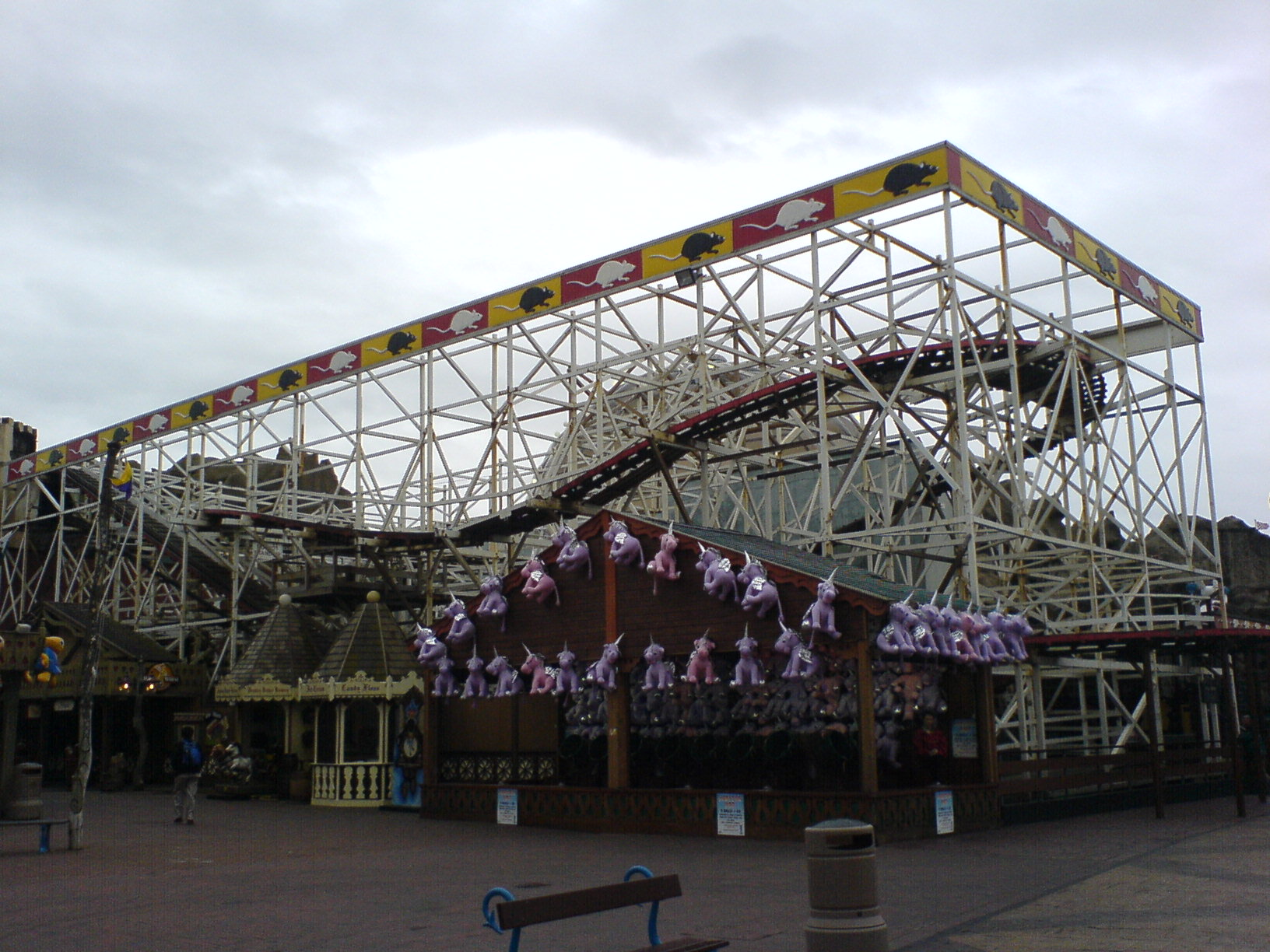
Wild Mouse.

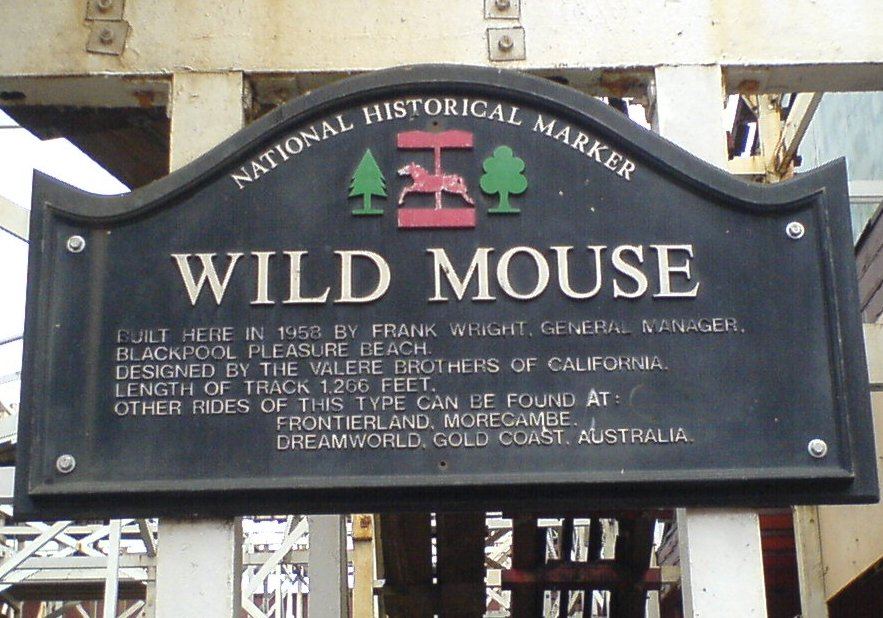
Plaque historique de Wild Mouse.

## Statistiques
- Éléments :
- 12 wagons. 2 passagers par wagon.